# フリッツ・ハイヒェルハイム
フリッツ・モーリッツ・ハイヘルハイム（Fritz Moritz Heichelheim, 1901年5月6日 - 1968年4月22日）は、ドイツ生まれのカナダの歴史学者。ミハイル・ロストフツェフに次ぐ20世紀後半の西洋古代史学会を代表する一人であり、古代経済史の分野においてはテニー・フランク没後の第一人者とされている。

## 生涯
ギーセンの由緒ある銀行家アルベルトとベラの子として生まれる。ハイヘルハイム家は9世紀マインツのマカベア家の流れを汲むといわれている。ギーセンのギムナジウムで高等教育を受けた後、ギーセン大学に入り1923年に卒業。1925年にギーセン大学大学院を卒業後、さらにベルリン大学に1年間留学する。1929年から1933年にかけてギーセン大学の私講師 (Privatdozent) となるが、1933年の国家社会主義ドイツ労働者党（ナチス）政権成立によりイギリスに亡命を余儀なくされる。
イギリスでは1942年までケンブリッジ大学研究員 (research scholar) として過ごす。また、1938年から1965年までケンブリッジのフィッツウィリアム博物館の古代ギリシア貨幣のカタログ員も兼ねる。1942年から1948年までノッティンガム大学で古代史及び考古学の講師をつとめた後、トロント大学文学部西洋古典学科の講師となる。1953年に助教授、1959年には准教授をへて1963年に正教授となりカナダの古代史研究の向上に尽力する。この間、1948年にギーセン大学からHonorary Professorに任じられ、さらに1958年にはEmeritus Professorに任じられる。1953年にベルリン自由大学客員教授、1961年夏にギーセン大学客員教授、1963年にはカンザス大学客員教授をつとめた。トロントにて没。

## 著作
- Wirtschaftgeshichte des Altertums von Palaeolithikum bis zur Vӧlkerwanderung der Germanen, Slaven und Araber
- A History of the Roman People